# Új-Zéland nemzeti parkjainak listája

Új-Zéland nemzeti parkjai az ország térképén

Új-Zéland nemzeti parkjai az ország természetvédelmi területei közül a legvédettebb kategóriát képviselik. Nagy részük egyben világörökségi helyszín is. 2014-ben összesen 14 nemzeti park volt 31 169 km² területtel, majd egyet töröltek közülük, mivel az az őslakos maorik kezelésébe került át.
Az országban 2020 körül összesen mintegy 60 különböző kategóriában több mint 10 000 természetvédelmi terület volt, területük csaknem az ország egyharmadára terjed ki, és köztük 44 tengeri természetvédelmi terület is van. A nemzeti parkok utáni második legfontosabb védettségi kategória a Conservation park (természetvédelmi park), amikből 2020-ban 18 volt. A szabályozás kissé bizonytalan, egyes hivatalos források is a „Conservation Park” fogalmába számítják a védett erdőket (Forest Park) (2020-ban 36 darab), mások ezeket külön kezelik. 2020-ban a természetvédelmi területek és a védett erdők együttesen 26 902 km² területet foglaltak magukba. A többi fokozat a helyi természeti, tudományos, látképi, történelmi értékek védelmét irányozza elő különböző szigorúsággal sok ezer kisebb-nagyobb védett területen.

## Az új-zélandi nemzeti parkok listája a 2014-es állapot szerint
A világörökségi helyszínek zöld háttérrel is csillagal jelölve.
| Nemzeti park                                               | Image | Terület km2 | Alapítás | Hely                                                           | Turistaházak száma | Leírás |
| ---------------------------------------------------------- | ----- | ----------- | -------- | -------------------------------------------------------------- | ------------------ | --- |
| Abel Tasman Nemzeti Park                                   |       | 237         | 1942     | d. sz. 40° 50′, k. h. 172° 54′40.833333°S 172.900000°E         | 7                  | A legkisebb új-zélandi nemzeti park, a Déli-sziget északi részén helyezkedik el a Tasman-öböl partján. Népszerű turistacélpont, túrázási és kajakozási lehetőségek. |
| Aoraki / Mount Cook Nemzeti Park*                          |       | 722         | 1953     | d. sz. 43° 44′, k. h. 170° 06′43.733333°S 170.100000°E         | 16                 | Alpesi jellegű nemzeti park Új-Zéland legmagasabb hegye, az Aoraki / Mount Cook (3,724 m) és leghosszabb gleccsere, a Haupapa / Tasman Glacier (29 km) körül. |
| Arthur's Pass Nemzeti Park                                 |       | 1 185       | 1929     | d. sz. 42° 57′, k. h. 171° 34′42.950000°S 171.566667°E         | 28                 | A Déli-Alpok gerincén áthaladó Arthur-hágó környéke. |
| Egmont Nemzeti Park                                        |       | 342         | 1900     | d. sz. 39° 16′, k. h. 174° 06′39.266667°S 174.100000°E         | 8                  | A Mount Taranaki nevű alvó vulkán 9 kilométeres sugarú környékét foglalja magába. |
| Fiordland Nemzeti Park*                                    |       | 12 607      | 1952     | d. sz. 45° 25′, k. h. 167° 43′45.416667°S 167.716667°E         | 51                 | Új-Zéland legnagyobb nemzeti parkja a Déli-sziget délnyugati sarkán. Fjordjai, gleccsertavai, hegyei és vízesései teszik világhírűvé. |
| Kahurangi Nemzeti Park                                     |       | 4 529       | 1996     | d. sz. 41° 15′, k. h. 172° 07′41.250000°S 172.116667°E         | 51                 | Új-Zéland második legnagyobb nemzeti parkja a Dél-sziget északnyugati részén. A különleges flórájú és faunájú, elhagyatott tájakon át vezet a Heaphy Track nevű népszerű túraútvonal. |
| Mount Aspiring National Park*                              |       | 3 562       | 1964     | d. sz. 44° 23′, k. h. 168° 44′44.383333°S 168.733333°E         | 19                 | A 3033 méter magas, nagyrészt jéggel borított Mount Aspiring / Tititea körül terül el, Új-Zéland második legmagasabban fekvő nemzeti parkja. |
| Nelson Lakes Nemzeti Park                                  |       | 1 019       | 1956     | d. sz. 41° 49′ 09″, k. h. 172° 50′ 15″41.819167°S 172.837500°E | 20                 | Erősen tagolt hegyvidék a Nelson régióban. A Rotoiti és a Rotoroa tavak erdős partjaitól délre húzódik. |
| Paparoa Nemzeti Park                                       |       | 430         | 1987     | d. sz. 42° 05′, k. h. 171° 30′42.083333°S 171.500000°E         | 2                  | A Déli-sziget West Coast régiójában Westport és Greymouth között terül el. Itt található a Pancake Rocks (Palacsinta-sziklák) különleges természeti jelensége Punakaiki település mellett. |
| Rakiura Nemzeti Park                                       |       | 1 400       | 2002     | d. sz. 46° 54′, k. h. 168° 07′46.900000°S 168.116667°E         | 24                 | A Stewart-sziget területének mintegy 85%át teszi ki, ez a legfiatalabb nemzeti park. |
| Te Urewera Nemzeti Park (minősítését elvesztette 2014-ben) |       | 2 127       | 1954     | d. sz. 38° 45′, k. h. 177° 09′38.750000°S 177.150000°E         | 29                 | A szomszédos Whirinaki Te Pua-a-Tāne Conservation Parkkal együtt ez a legnagyobb megmaradt őserdő az Északi-szigeten. Az itteni Waikaremoana-tó téjképi szépségéről nevezetes. 2014 óta a Természetvédelmi Világszövetség II. kategóriás természetvédelmi területe, azaz nemzeti park, de az új-zélandi nemzeti park státuszát elvesztette, mert a Korona és a maori Tūhoe iwi (törzs) közötti különleges egyezmény vonatkozik rá. |
| Tongariro Nemzeti Park*                                    |       | 786         | 1887     | d. sz. 39° 12′, k. h. 175° 35′39.200000°S 175.583333°E         | 10                 | Új-Zéland legrégebbi nemzeti parkja, világörökségi helyszín természeti és kulturális értékei miatt. Maori szent helyek valamint három aktív vulkán, a Ruapehu, a Ngauruhoe és a Tongariro található a területén. |
| Westland Tai Poutini Nemzeti Park*                         |       | 1 320       | 1960     | d. sz. 43° 23′, k. h. 170° 11′43.383333°S 170.183333°E         | 12                 | A Déli-Alpok csúcsaitól a vad nyugati tengerpartig terjed. Gleccserek, festői tavak, sűrű esőerdő és az egykori aranybányászat elhagyott városkái találhatók a területén. |
| Whanganui Nemzeti Park                                     |       | 742         | 1986     | d. sz. 39° 35′, k. h. 175° 05′39.583333°S 175.083333°E         | 5                  | A Whanganui folyó mentén terül el. |

## Fordítás
- Ez a szócikk részben vagy egészben  a   National parks of New Zealand című angol Wikipédia-szócikk ezen változatának fordításán alapul.  Az eredeti cikk szerkesztőit annak laptörténete sorolja fel. Ez a jelzés csupán a megfogalmazás eredetét és a szerzői jogokat jelzi, nem szolgál a cikkben szereplő információk forrásmegjelöléseként.

## Kapcsolódó szócikk
- Természetvédelem Új-Zélandon